# Ústav chemie skelných a keramických materiálů ČSAV
V roce 1961 byla založena Společná laboratoř pro chemii a technologii silikátů ČSAV a VŠCHT Praha. Jejím vedoucím byl v letech
1962–1974 doc. Vladimír Šatava, který se nejvíce zasloužil o transformaci výuky i výzkumu v oboru směrem k větší návaznosti na teoretické disciplíny. Byl všeobecně uznáván za významnou pedagogickou i vědeckou osobnost, v letech 1962–1965 byl proděkanem VŠCHT. V r. 1974 byl odvolán z funkce vedoucího Společné laboratoře. Poté převzal tuto funkci prof. J. Staněk a od r. 1981 Ing. Jiří Götz, DrSc., který prosadil zřízení samostatného ústavu v rámci ČSAV. Poté se v roce 1987 se transformovala na Ústav chemie skelných a keramických materiálů ČSAV. Na tato pracoviště dnes přímo navazuje v roce 1996 založená Laboratoř anorganických materiálů, společné pracoviště Ústavu anorganické chemie Akademie věd České republiky a Vysoké školy chemicko-technologické v Praze. K 30. 4. 1993 byli propuštěni všichni zaměstnanci, kteří přešli do VŠCHT, a ústav byl na konci téhož roku zrušen.